# Nika (Vorname)
Nika ist ein je nach Herkunft männlicher oder weiblicher Vorname.

## Herkunft und Bedeutung
Beim Namen Nika handelt es sich um verschiedene Namen, die sich meist auf das altgriechische Element νίκη níkē „Sieg“ beziehen:
- russisch Ника Nika:, geschlechtsneutral, Diminutiv von Veronika oder Nikita[2]
- slowenisch und kroatisch: weibliche Variante von Nikola[3]
- georgisch ნიკა Nika: männlich, Diminutiv von ნიკოლოზ Nikoloz[4], einer Variante von Nikolaus[5]
- persisch نیکا nīkā: weiblich, „gut“, „tugendhaft“, „freundlich“, „liebenswürdig“[6][7]
- Diminutiv verschiedener Namen, die mit Nik- beginnen oder -nika enden[8][9]

## Verbreitung
In Kroatien hat sich der Name Nika unter den beliebtesten Mädchennamen etabliert. Im Jahr 2021 belegte er Rang 3 der Hitliste. Auch in Slowenien gehört der Name zu den meistvergebenen Mädchennamen. Zu Beginn des 21. Jahrhunderts stand er mehrfach an der Spitze der Vornamenscharts. Zuletzt belegte er Rang 10 der Hitliste (Stand 2021).
In Bosnien und Herzegowina ist der Name Nika ebenfalls weitverbreitet. Im Jahr 2021 belegte er Rang 51 der beliebtesten Mädchennamen.
Als männlicher Vorname ist Nika in erster Linie in Georgien geläufig.
In Deutschland ist Nika fast ausschließlich als Frauenname in Gebrauch. Er geriet Mitte der 2000er Jahre in Mode und wird seitdem immer häufiger vergeben. Im Jahr 2021 belegte er Rang 163 der Vornamenscharts.

## Namensträger
- Nika Bertram (* 1970), deutsche Schriftstellerin
- Nika Brettschneider (1951–2018), tschechoslowakisch-österreichische Schauspielerin, Regisseurin und Theaterleiterin
- Nika Daalderop (* 1998), niederländische Volleyball- und Beachvolleyballspielerin
- Nika Roza Danilova (* 1989), US-amerikanische Singer-Songwriterin und Musikproduzentin; siehe Zola Jesus
- Nika Dsalamidse (* 1992), georgischer Fußballspieler
- Nika Fleiss (* 1984), ehemalige kroatische Skirennläuferin
- Nika Futterman (* 1969), US-amerikanische Synchronsprecherin
- Nika Gilauri (* 1975), georgischer Politiker
- Nika Katscharawa (* 1994), georgischer Fußballspieler
- Nika King (* 1978), US-amerikanische Schauspielerin und Stand-Up-Komikerin
- Nika Križnar (* 2000), slowenische Skispringerin
- Nika Walerjewna Kuchartschuk (* 1987), russische Tennisspielerin
- Nika Konstantinowitsch Pilijew (* 1991), russischer Fußballspieler
- Nika Prevc (* 2005), slowenische Skispringerin
- Nika Razinger (* 1993), slowenische Skilangläuferin
- Nika Vetrih (* 2003), slowenische Skispringerin
- Nika Shakarami (2005–2022), iranische Demonstrantin